# Ana Mercedes Pérez
Ana Mercedes Pérez   (Puerto Cabello, 1910 - 1994), coneguda amb el pseudònim de «Claribel», va ser una poeta, escriptora, traductora, periodista i diplomàtica veneçolana.

## Biografia
Va ser filla del jurista i diplomàtic larense, José Eugenio Pérez, qui va ser cònsol general veneçolà a Londres i president de la Cambra de Diputats.
La seva poesia es va caracteritzar per ser molt femenina, puntuada amb notes de rebel·lió i angoixa. Junt amb periodistes contemporànies a ella com Juana de Ávila, Teresa Troconis, Peregrino Pérez, i Isabel Jiménez Arráiz de Díaz, Pérez va ser defensora Ligia Parra Jahn en el diari de Caracas.

## Obres seleccionades
- El charco azul (1931).
- La verdad inédita (1947).
- Iluminada soledad (1949).
- Yo acuso a un muerto, defensa de Ligia Parra Jahn (Caracas, 1951).